# Томаш Гайто
Томаш Нікодем Гайто (пол. Tomasz Nikodem Hajto, нар. 16 жовтня 1972, Ґміна Макув-Подгалянський) — польський футболіст, що грав на позиції захисника. По завершенні ігрової кар'єри — тренер. В даний час спортивний коментатор.
Виступав, зокрема, за клуби «Дуйсбург» та «Шальке 04», а також національну збірну Польщі. Учасник чемпіонату світу з футболу 2002 року.

## Клубна кар'єра
Народився 16 жовтня 1972 року в гміні Макув-Подгалянський. Вихованець клубів «Гальняк» (Макув-Подгалянський) та «Гурал» (Живець).
У дорослому футболі дебютував 1990 року виступами за команду «Гутник» (Краків), в якій провів три сезони, але основним був тільки в останньому — 1992/93.
Протягом 1993—1997 років захищав кольори команди клубу «Гурник» (Забже).
Своєю грою за останню команду привернув увагу представників тренерського штабу клубу «Дуйсбург», до складу якого приєднався 1997 року за 650 тисяч марок. Відіграв за дуйсбурзький клуб наступні три сезони своєї ігрової кар'єри. Більшість часу, проведеного у складі «Дуйсбурга», був основним гравцем захисту команди.
2000 року уклав контракт з клубом «Шальке 04», у складі якого провів наступні чотири роки своєї кар'єри гравця. В перші два роки з клубом він вигравав Кубок Німеччини. Він також завоював титул чемпіона Німеччини та звання найкращого гравця «Шальке» у Лізі чемпіонів. Разом із співвітчизником Томашем Валдохом вони створили одну з найкращих захисних ліній у Бундеслізі.
У травні 2004 року він переїхав до «Нюрнберга», проте залишив її після року через конфлікт з тренером Вольфганом Вольфом. Тренер втратив довіру до поляка після критики Вольфа.
Після відходу з «Нюрнберга», Гайто в липні 2005 року на правах вільного агента перейшов у клуб англійського Чемпіоншипу «Саутгемптон». Спочатку, коли тренером команди був Гаррі Реднапп, він був головним гравцем. Пізніше, однак, коли тренер став Джордж Берлі, гравець втратив своє місце в старті. Через півроку він переїхав на правах безкоштовного трансферу в «Дербі Каунті». З цим клубом він підписав контракт у січні 2006 року і виступав до кінця чемпіонату.
У липні 2006 року він повернувся в польський чемпіонат і підписав контракт з клубом ЛКС (Лодзь). В новий клуб він переконав перейти свого друга Томаша Клоса, з яким створив хорошу захисну пару, але через нестійкий фінансовий стан ЛКС Гайто в кінці сезону покинув клуб.
1 липня 2007 по футболу підписав 2-річний контракт з «Гурником» (Забже). 22 березня 2008 року забив гол у ворота «Полонії» (Битом) з відстані 60 метрів, отримавши ряд нагород від місцевої преси. Гайто залишив клуб у грудні 2008 року.
У лютому 2009 року Гайто повернувся до ЛКС, зігравши ще два сезони.
У 2010 році як граючий тренер перейшов у «ЛУКС Гомуніце», де також грав його син Матеуш Гайто в весняній частині сезону 2010/11. Після чого покинув команду і завершив професійну ігрову кар'єру..

## Виступи за збірну
27 серпня 1996 року дебютував в офіційних матчах у складі національної збірної Польщі під керівництвом Антонія Пєхнічека проти Кіпру (2:2).
У складі збірної був учасником чемпіонату світу 2002 року в Японії і Південній Кореї, де він грав у матчах з Кореєю та Португалією.
Протягом кар'єри у національній команді, яка тривала 10 років, провів у формі головної команди країни 62 матчі, забивши 6 голів.

## Кар'єра тренера
З 5 січня 2012 року очолював команду «Ягеллонія». Після не дуже успішного сезону 2012/13, де «Ягеллонія» зайняла десяте місце в таблиці, клуб вирішив не продовжувати контракт з тренером.
З 2014 до 2015 року він був першим тренером ГКС (Тихи), проте зайняв з командою 16 місце і вилетів у третій за рівнем дивізіон

## Коментатор
Після своєї кар'єри він часто виступав як експерт, коментатор та репортер Polsat, Polsat Sport та Polsat Sport Extra. Він також коментує матчі Бундесліги в на Євроспорт-2. Він належав до польської команди, що звітувала про Євро-2008 та Євро-2016.

## Статистика

### Клубна
| Клуб              | Сезон             | Ліга              | Чемпіонат | Чемпіонат | Кубок | Кубок | Єврокубки | Єврокубки | Кубок ліги | Кубок ліги | Загалом | Загалом |
| Клуб              | Сезон             | Ліга              | Ігор      | Голів     | Ігор  | Голів | Ігор      | Голів     | Ігор       | Голів      | Ігор    | Голів   |
| ----------------- | ----------------- | ----------------- | --------- | --------- | ----- | ----- | --------- | --------- | ---------- | ---------- | ------- | ------- |
| «Гутник» (Краків) | 1990/1991         | Екстракляса       | 1         | 0         |       |       | –         | –         | –          | –          | 1       | 0       |
| «Гутник» (Краків) | 1991/1992         | Екстракляса       | 4         | 0         |       |       | –         | –         | –          | –          | 4       | 0       |
| «Гутник» (Краків) | 1992/1993         | Екстракляса       | 28        | 2         |       |       | –         | –         | –          | –          | 28      | 2       |
| «Гутник» (Краків) | Всього            | Всього            | 33        | 2         |       |       | 0         | 0         | 0          | 0          | 33      | 2       |
| «Гурник» (Забже)  | 1993/1994         | Екстракляса       | 21        | 2         | 6     | 1     | –         | –         | –          | –          | 27      | 3       |
| «Гурник» (Забже)  | 1994/1995         | Екстракляса       | 30        | 1         | 1     | 0     | 1         | 0         | –          | –          | 32      | 1       |
| «Гурник» (Забже)  | 1995/1996         | Екстракляса       | 25        | 1         | 3     | 1     | 4         | 0         | –          | –          | 32      | 2       |
| «Гурник» (Забже)  | 1996/1997         | Екстракляса       | 29        | 4         | 1     | 0     | –         | –         | –          | –          | 30      | 4       |
| «Гурник» (Забже)  | Всього            | Всього            | 105       | 8         | 11    | 2     | 5         | 0         | 0          | 0          | 121     | 10      |
| «Дуйсбург»        | 1997/1998         | Бундесліга        | 25        | 3         | 4     | 0     | –         | –         | –          | –          | 29      | 3       |
| «Дуйсбург»        | 1998/1999         | Бундесліга        | 29        | 4         | 3     | 0     | 2         | 0         | –          | –          | 34      | 4       |
| «Дуйсбург»        | 1999/2000         | Бундесліга        | 26        | 1         | 1     | 0     | 5         | 0         | –          | –          | 32      | 1       |
| «Дуйсбург»        | Всього            | Всього            | 80        | 8         | 8     | 0     | 7         | 0         | 0          | 0          | 95      | 8       |
| «Шальке 04»       | 2000/2001         | Бундесліга        | 32        | 0         | 6     | 0     | –         | –         | –          | –          | 38      | 0       |
| «Шальке 04»       | 2001/2002         | Бундесліга        | 24        | 2         | 3     | 0     | 6         | 1         | 2          | 0          | 35      | 3       |
| «Шальке 04»       | 2002/2003         | Бундесліга        | 29        | 3         | 3     | 0     | 6         | 1         | 2          | 1          | 40      | 5       |
| «Шальке 04»       | 2003/2004         | Бундесліга        | 19        | 1         | 1     | 0     | 8         | 0         | –          | –          | 28      | 1       |
| «Шальке 04»       | Всього            | Всього            | 104       | 6         | 13    | 0     | 20        | 2         | 4          | 1          | 141     | 9       |
| «Нюрнберг»        | 2004/2005         | Бундесліга        | 17        | 0         | 1     | 0     | –         | –         | –          | –          | 18      | 0       |
| «Нюрнберг»        | Всього            | Всього            | 17        | 0         | 1     | 0     | 0         | 0         | 0          | 0          | 18      | 0       |
| «Саутгемптон»     | 2005/2006         | Чемпіоншип        | 20        | 0         | 0     | 0     | –         | –         | 1          | 0          | 21      | 0       |
| «Саутгемптон»     | Всього            | Всього            | 20        | 0         | 0     | 0     | 0         | 0         | 1          | 0          | 21      | 0       |
| «Дербі Каунті»    | 2005/2006         | Чемпіоншип        | 5         | 0         | 1     | 0     | –         | –         | 0          | 0          | 6       | 0       |
| «Дербі Каунті»    | Всього            | Всього            | 5         | 0         | 1     | 0     | 0         | 0         | 0          | 0          | 6       | 0       |
| ЛКС (Лодзь)       | 2006/2007         | Екстракляса       | 27        | 1         | 2     | 0     | –         | –         | 2          | 0          | 31      | 1       |
| ЛКС (Лодзь)       | 2008/2009         | Екстракляса       | 10        | 0         | 0     | 0     | –         | –         | –          | –          | 10      | 0       |
| ЛКС (Лодзь)       | 2009/2010         | Перша ліга        | 23        | 2         | 0     | 0     | –         | –         | –          | –          | 23      | 2       |
| ЛКС (Лодзь)       | Всього            | Всього            | 60        | 3         | 2     | 0     | 0         | 0         | 2          | 0          | 64      | 3       |
| «Гурник» (Забже)  | 2007/2008         | Екстракляса       | 25        | 2         | 1     | 0     | –         | –         | 4          | 0          | 30      | 2       |
| «Гурник» (Забже)  | 2008/2009         | Екстракляса       | 13        | 0         | 2     | 0     | –         | –         | 3          | 0          | 18      | 0       |
| «Гурник» (Забже)  | Всього            | Всього            | 38        | 2         | 3     | 0     | 0         | 0         | 7          | 0          | 48      | 2       |
| Всього за кар'єру | Всього за кар'єру | Всього за кар'єру | 462       | 29        | 39    | 2     | 32        | 2         | 14         | 1          | 547     | 34      |

### Голи за збірну
| №  | Дата           | Стадіон                                     | Суперник  | Рахунок | Результат | Турнір                    |
| -- | -------------- | ------------------------------------------- | --------- | ------- | --------- | ------------------------- |
| 1. | 27 травня 1998 | Сілезький стадіон, Хожув, Польща            | Росія     | 2-1     | 3-1       | Товариський матч          |
| 2. | 27 травня 1998 | Сілезький стадіон, Хожув, Польща            | Росія     | 3-1     | 3-1       | Товариський матч          |
| 3. | 4 червня 1999  | Стадіон Війська Польського, Варшава, Польща | Болгарія  | 1-0     | 2-0       | Кваліфікація на ЄВРО-2000 |
| 4. | 18 серпня 1999 | Стадіон Війська Польського, Варшава, Польща | Іспанія   | 1-0     | 1-2       | Товариський матч          |
| 5. | 28 лютого 2001 | ДСЗ, Ларнака, Республіка Кіпр               | Швейцарія | 0–3     | 0-4       | Товариський матч          |
| 6. | 17 квітня 2002 | ім. Здзіслава Кшишков'яка, Бидгощ, Польща   | Румунія   | 1-2     | 1-2       | Товариський матч          |

## Титули і досягнення
- Володар Кубка Німеччини (2):

«Шальке 04»: 2000–2001, 2001–2002
Індивідуальні
- Член Клубу видатних гравців збірної[18]

## Особисте життя
Його дружина — легкоатлетка Рената Сосін. Має одного сина (Матеуш) і одну дочку (Вікторія).
У січні 2008 року Гайто був визнаний винним у ненавмисному вбивстві після того, як на своєму автомобілі перевищив встановлену швидкість і вбив жінку на пішохідному переході у місті Лодзь. Томаш визнав себе винним за висунутими звинуваченнями. Він був засуджений до умовного дворічного тюремного терміну та до виплати штрафу в розмірі 7000 польських злотих і до одного року позбавлення водійських прав. Раніше, в 2004 році, він був оштрафований за роботу з контрабандними сигаретами.